# Dyfrakcja elektronów niskiej energii

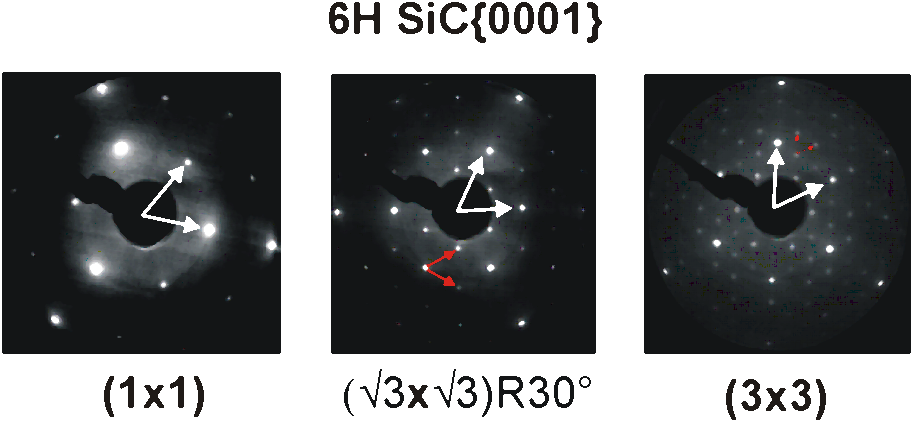
Obraz LEED węgliku krzemu przy 170 eV

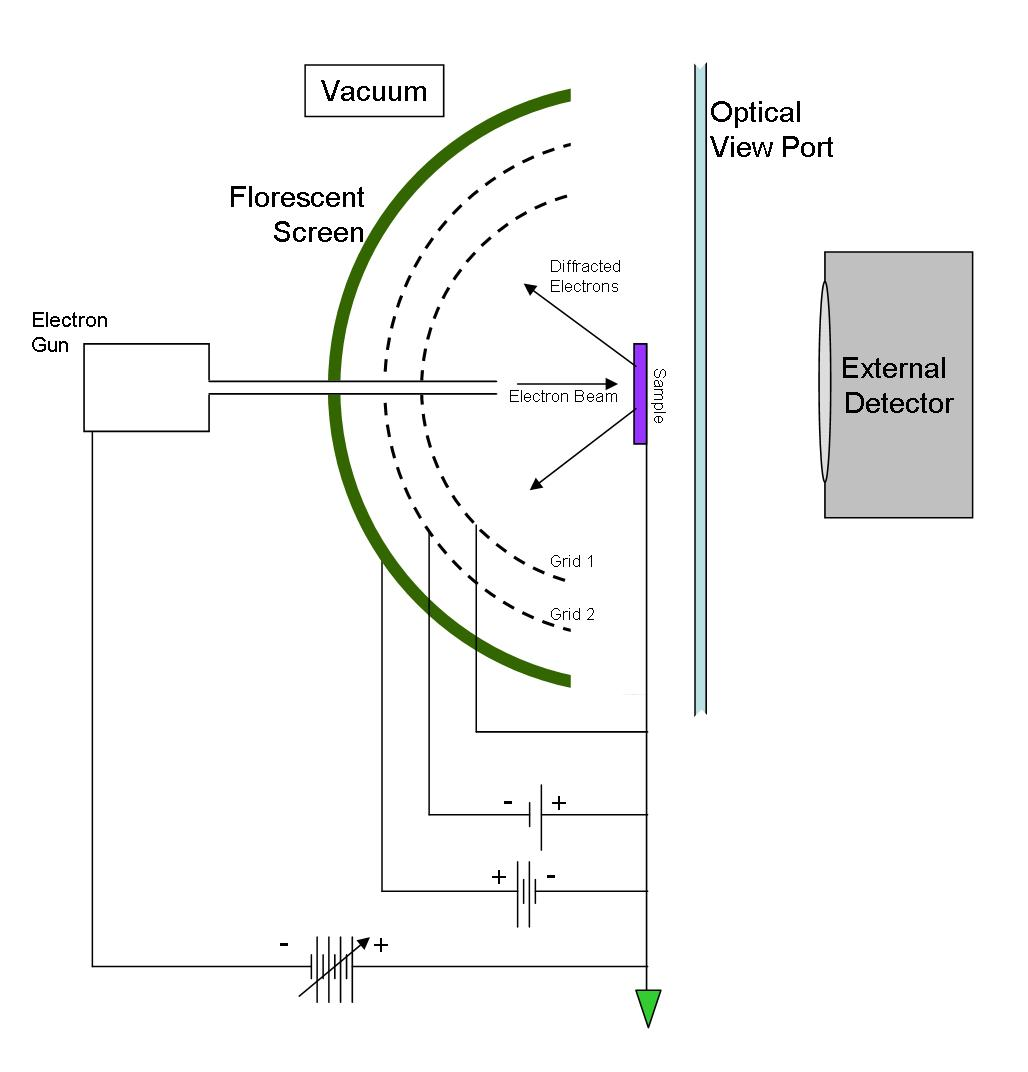
Schemat aparatury badawczej

Dyfrakcja elektronów o niskiej energii, dyfrakcja elektronów niskoenergetycznych (używany jest skrótowiec LEED od (ang. low-energy electron diffraction) – stosowana w celu określenia struktury powierzchni materiałów krystalicznych technika badawcza polegająca na bombardowaniu powierzchni skolimowaną wiązką elektronów o niskiej energii (20–200 eV) i obserwacji dyfrakcji elektronów na ekranie fluorescencyjnym.
W badaniu struktury krystalicznej używa się wiązki elektronów o energii od 10 do 1000 eV. Wiązka elektronów jest bardzo silnie rozpraszana przez badane ciało stałe, stąd głębokość penetracji nie przekracza kilku lub kilkunastu stałych sieciowych. Wynikiem tego jest ograniczenie zastosowania metody LEED tylko do badania wiązki odbitej. Informacje uzyskane z eksperymentu dotyczą jedynie struktury warstwy powierzchniowej materiału.
Eksperyment przeprowadza się w warunkach ultrawysokiej i czystej próżni, rzędu 10-9 mbar, niezbędnej do zachowania drogi swobodnej elektronów w całym układzie pomiarowym.